# Daniel Kirkwood
Daniel Kirkwood [dênijel kírkvud], ameriški astronom, * 27. september 1814, Okrožje Harford, Maryland, ZDA, † 11. junij 1895, Riverside, Kalifornija, ZDA.

## Življenje in delo
Kirkwood je leta 1838 diplomiral iz matematike na Akademiji Okrožja York v Yorku, Pensilvanija. Tu je pet let poučeval, nato pa je postal ravnatelj Lankastrske srednje šole v Lancastru, Pensilvanija. Po petih letih je postal ravnatelj Akademije Pottsvile v Pottsvilleu, Pensilvanija. V letu 1851 je postal profesor matematike na Kolidžu Delaware v Newarku, Delaware, in leta 1856 profesor matematike na Univerzi Indiane v Bloomingtonu, Indiana, kjer je ostal od svoje upokojitve leta 1886. V tem času je bil med letoma 1865 in 1867 na Jeffersonovem kolidžu v Canonsburgu, Pensilvanija.
Njegov najpomembnejši dosežek je raziskovanje asteroidnih tirov. Pri razporejanju tedaj naraščajočega števila odkritih asteroidov po oddaljenostih od Sonca je leta 1857 opazil več vrzeli, sedaj imenovanih po njem Kirkwoodove vrzeli. Povezal jih je z orbitalnimi resonancami s tirom Jupitra. V istem članku je prvi predlagal da so meteorski roji ostanki kometov, in da je Cassinijeva ločnica v Saturnovih obročih posledica resonance z enim od Saturnovih naravnih satelitov. Pojasnil je tudi, da ima Saturn več obročev.
Ugotovil je tudi vzorec, ki je povezan z oddaljenostmi planetov in njihovimi vrtilnimi dobami, ki so ga poimenovali Kirkwoodov zakon. To odkritje mu je med astronomi prineslo mednarodni sloves. Walker ga je imenoval »Ameriški Kepler«. Walker je tudi trdil, da je Kirkwoodov zakon dokazal na splošno veljavno teorijo solarnih meglic tvorjenja planetnih sestavov. »Zakon« so ovrgli, saj so nove meritve vrtilnih dob planetov pokazale, da vzorec ne velja.
Kirkwood je leta 1891 postal profesor astronomije na Univerzi Stanford.
Vsega skupaj je objavil 129  del, med njimi tri knjige.
Pokopan je na pokopališču Rose Hill v Bloomingtonu.
Kirkwood je bil bratranec guvernerja Iowe Samuela Jordana Kirkwooda, ki je pod predsedovanji predsednikov ZDA Garfielda in Arthurja postal sekretar za notranje zadeve ZDA.

## Priznanja

### Poimenovanja
Po njem so imenovali asteroid 1951 A 1578 Kirkwood, ki so ga odkrili leta 1951 na Observatoriju Goetheja Linka v Brooklynu, Indiana. Po njem se imenuje tudi udarni krater Kirkwood na Luni, kot tudi Kirkwoodov observatorij Univerze Indiane v Bloomingtonu.
V Bloomingtonu se po njem imenuje Kirkwoodova avenija.